# Verlagsbuchhandlung I. Guttentag
Die Immanuel Guttentag Verlagsbuchhandlung war ein deutscher Verlag mit Sitz in Berlin.

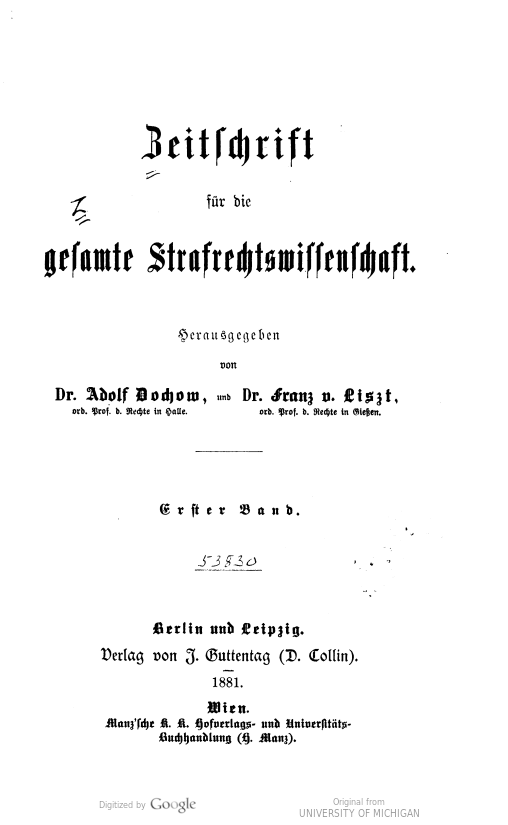
Zeitschrift für die gesamte Strafrechtswissenschaft, Erster Band 1881

Er war ein in erster Linie ein rechtswissenschaftlicher Verlag, dessen Programm und Profil durch die umfangreichen Sammlungen und Kommentare des kodifizierten Rechts bestimmt sind.
Benannt ist der Verlag nach Immanuel Guttentag (1815 oder 1817–1862), der den Buchverlag der Firma Trautwein (gegr. 1820) im Jahre 1842 erworben hat. Nach seinem Tod wechselten Besitz und Formen des Verlags mehrfach. Nach dem Tode ihres Gatten Immanuel Guttentag am 21. Februar 1862 führte zunächst seine Witwe Agnes Guttentag gemeinsam mit Franz Vahlen die Geschäfte weiter. Vahlen übernahm 1862 die Geschäftsführung und wurde am 1. Januar 1865 Mitbesitzer, bis November 1869. Am 1. April 1871 übernahm dann Daniel Collin die Verlagsbuchhandlung I. Guttentag, die er bis Ende 1889 führte, zunächst allein, dann ab dem 1. Juli 1877 in Gemeinschaft mit Wilhelm Müller, danach bis zum 31. Dezember 1885 mit Oscar Haering und vom 1. Januar 1886 bis zum 31. Dezember 1889 mit Hugo Heimann. Am 1. Januar 1890 übergab er Hugo Heimann das Geschäft zu dessen alleinigem Eigentum. Von 1890 bis 1898 war Hugo Heimann Alleininhaber der Verlagsbuchhandlung I. Guttentag. Seit 1871 erschienen hier die „Guttentagsche Sammlung Deutscher Reichsgesetze“ (237 Bde., 1895–1949) und die „Guttentagsche Sammlung Preußischer Gesetze“ (68 Bde., 1873–1944). Gottlieb Planck, der maßgebliche Gestalter des BGB, Rudolf von Gneist, Ludwig Ebermayer, Hermann Staub und Carl Ludwig von Bar gehörten zu den Autoren von Guttentag, bei dem auch der BGB-Kommentar der Reichsgerichtsräte (1888, 12. Auflage 1974ff [hg. v. Mitgliedern des Bundesgerichtshofes]) und Franz v. Liszts „Lehrbuch des deutschen Strafrechts“ (1881, 26. Auflage 1932) und dessen „Zeitschrift für die gesamte Strafrechtswissenschaft“ (1881ff, 2001 im 113. Band) erschienen. - 1898 trat Walter de Gruyter in die Geschäftsführung des Guttentagschen Verlages ein. 1919 ging dieser dann ganz in seinem Verlag auf. Das Verlagsprogramm wurde dort als Sammlung Guttentag (260 Titel) weitergeführt; verschiedene Werke daraus werden bis heute fortgeführt und neu aufgelegt.